# Гонсалес, Ча
Ча Гонсалес (фр. Cha Gonzalez; род. 8 июля 1985, Париж) — французский фотограф и документальный видеооператор.
Она наиболее известна своими многочисленными работами о молодёжи, ночной жизни, а также социальных и бытовых волнениях. Её серия «Отказ» (фр. Abandon), опубликованная в нескольких журналах, была выбрана на премию   «Вирджиния» 2018 года, присуждаемую раз в два года лучшим женщинам-фотографам.

## Биография
Ча Гонсалес родилась 8 июля 1985 года в Париже. Детство она провела в Ливане, где и сделала свои первые фотографии. После бакалавриата она поступила в Школу изящных искусств Бордо, а после окончила Национальную высшую школу декоративных искусств.
Она проживает в Париже. Гонсалес активно сотрудничает с Le Monde, The Wall Street Journal, Elle, Libération, Grazia и Causette.